# Abitabilità planetaria

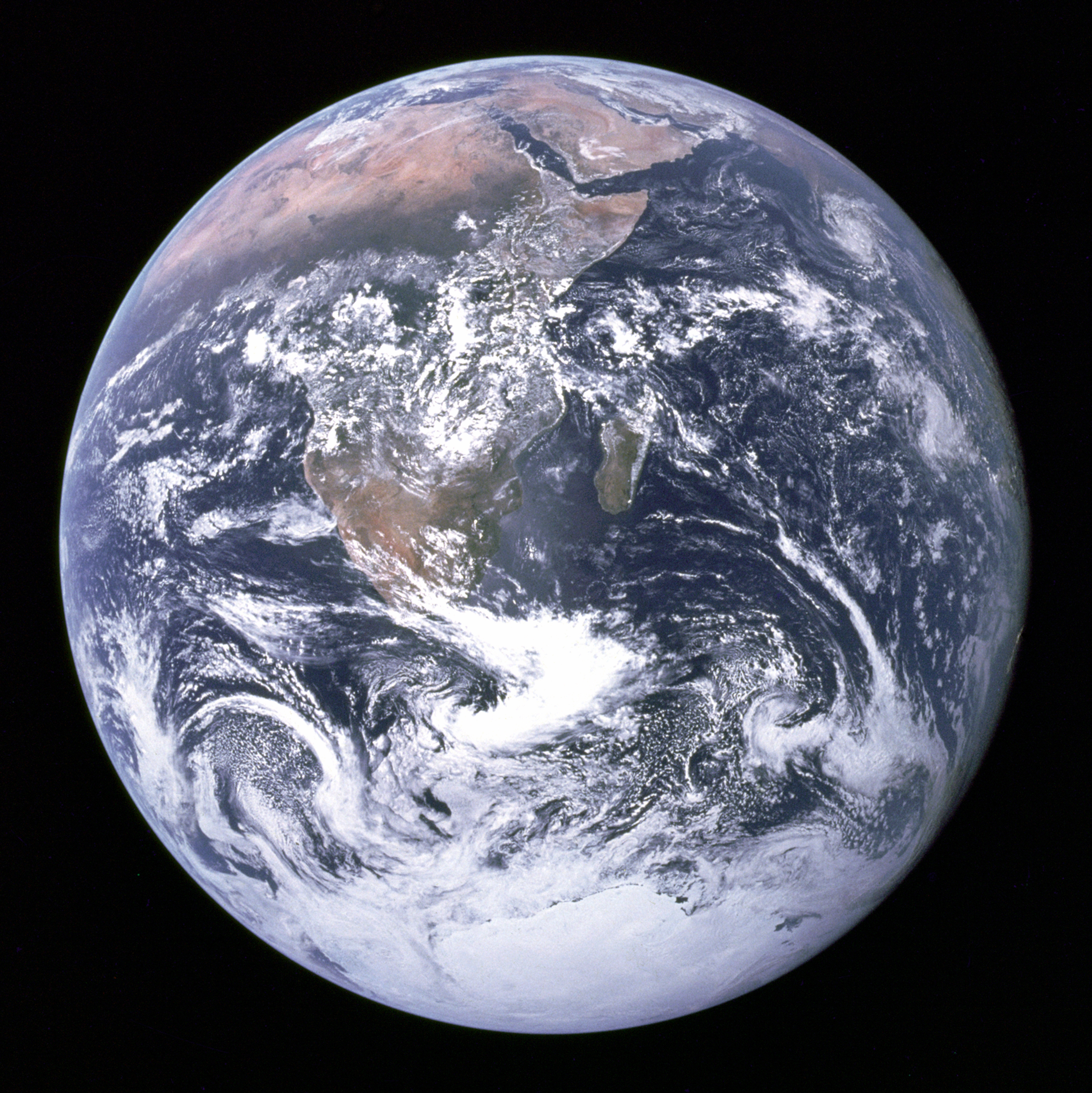
Determinare l'abitabilità planetaria corrisponde in parte a estrapolare le condizioni terrestri, dal momento che la Terra è il solo pianeta su cui l'esistenza della vita è conosciuta.

L'abitabilità planetaria è la misura della capacità di un corpo celeste di sviluppare e accogliere la vita. Questa nozione può dunque essere in particolare utilizzata per i pianeti ed i loro satelliti naturali.
In seguito alle conoscenze acquisite dagli studi della biologia terrestre, gli elementi necessari al mantenimento della vita sono una sorgente di energia abbinata a della materia mobilizzabile, sapendo che differenti modelli sono proposti in appoggio all'origine della vita. Tuttavia, la nozione di abitabilità come «possibilità di accogliere la vita» è intrinsecamente limitata dalla comparazione alle condizioni biologiche terrestri, il che implica il rispetto di vari altri parametri di ordine geofisico, geochimico ed astrofisico. Se l'esistenza di una vita extraterrestre è sconosciuta, l'abitabilità di un pianeta è in effetti in gran parte un'estrapolazione delle condizioni terrestri e delle caratteristiche generali che appaiono favorevoli allo sviluppo della vita in seno al Sistema solare. L'acqua allo stato liquido è in particolare considerata come un elemento indispensabile ad un ecosistema vivente. La ricerca in questo dominio occupa principalmente la planetologia e l'astrobiologia.
L'idea che dei pianeti diversi dalla Terra potessero ospitare la vita è antica e nel corso della storia il dibattito ha interessato tanto la filosofia quanto la scienza. La fine del XX secolo è stato teatro di due scoperte importantissime. Innanzitutto, l'osservazione e l'esplorazione mediante le sonde dei pianeti e dei satelliti del sistema solare hanno fornito informazioni essenziali che hanno permesso di definire dei criteri di abitabilità e di confronto geofisici tra la Terra e gli altri corpi celesti. D'altra parte, la scoperta dei pianeti extrasolari, che è iniziata nel 1995 ed è accelerata, ha confermato che il Sole non è la sola stella a illuminare i pianeti ed ha allargato il campo di ricerca sull'abitabilità al di là del Sistema solare.
Secondo uno studio del 2020 basato sulle scoperte del telescopio spaziale Kepler, nella Via Lattea potrebbero esistere 300 milioni di pianeti abitabili in orbita attorno a stelle simili al Sole.

## Sistemi solari appropriati

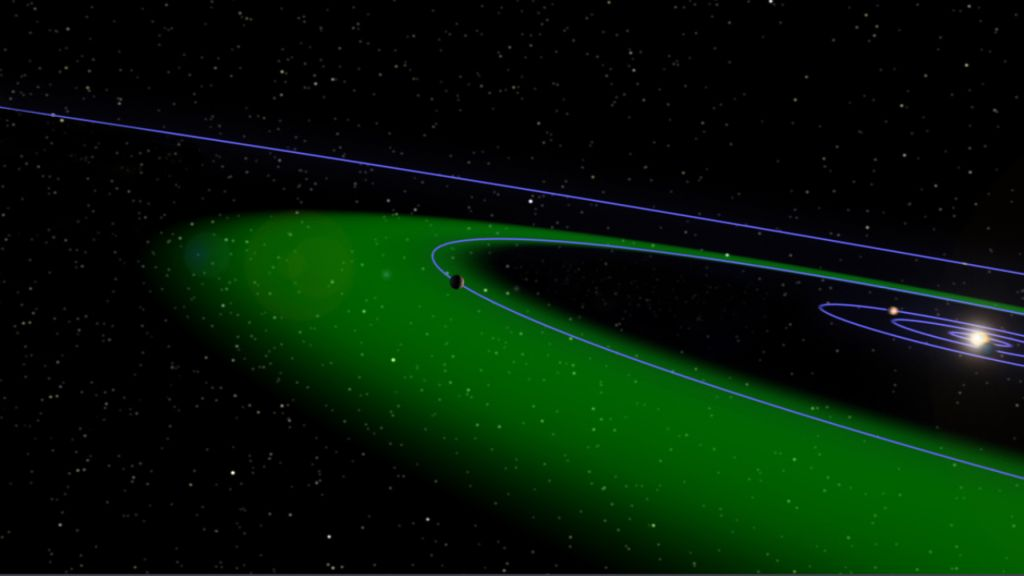
L'orbita di 55 Cancri f è situata all'interno della zona abitabile della sua stella, 55 Cancri.

Definire la nozione di abitabilità planetaria comincia dallo studio delle stelle. L'abitabilità di un pianeta dipende in effetti in gran parte dalle caratteristiche del sistema planetario (e dunque della stella) che lo ospita. In seguito al progetto Phoenix del programma SETI, nel 2002 gli scienziati Margaret Turnbull e Jill Tarter hanno sviluppato la nozione di HabCat (abbreviazione di Catalogo dei sistemi stellari abitabili). Il catalogo fu costituito estraendo dal catalogo Hipparcos le 120 000 stelle più prossime alla Terra. In seguito, una selezione più precisa ha permesso di isolare 17 000 HabStars. La scelta dei criteri fu un buon punto di partenza per comprendere quali caratteristiche astrofisiche siano necessarie per rendere dei pianeti abitabili.

### Classe spettrale
La classe spettrale di una stella indica la temperatura della fotosfera, che per le stelle della sequenza principale è legata alla loro massa. Si stima attualmente che il dominio spettrale appropriato per le stelle suscettibili di accogliere sistemi ospitanti la vita (HabStars) va dall'inizio della classe F o G fino a metà della classe spettrale K. Essa corrisponde alle temperature che vanno da poco più di 4000 K a un po' più di 7000 K. Il Sole, stella di classe G2, è all'incirca nel mezzo di tale dominio. Le stelle di quel tipo hanno un certo numero di particolarità che sono importanti dal punto di vista dell'abitabilità planetaria.

#### Stelle di classe O, B e A
Le stelle di classe A, B e O, sono le più luminose della Galassia, e quelle che consumano il loro combustibile più rapidamente, in generale meno di un miliardo di anni e in certi casi addirittura meno di 10 milioni di anni.. Le stelle azzurre di classe O e B emettono un'intensa radiazione ultravioletta che producono un processo di fotoevaporazione dei pianeti nascenti. Anche in protostelle poste a meno di 0,1 anni luce da una calda stella blu, difficilmente un pianeta potrebbe formarsi prima che il materiale del disco protoplanetario venga espulso nello spazio interstellare dall'intensa energia emanata da una compagna massiccia. Inoltre, anche se poste a maggior distanza, un sistema planetario in formazione di una stella di tipo solare così vicina a una stella blu verrebbe spazzato via dall'esplosione della vicina massiccia in supernova, evento che avviene in poche decine di milioni di anni. È quindi altamente improbabile che esistano pianeti abitabili relativamente vicini a stelle di classe O e B.
La formazione di pianeti nella zona abitabile attorno a stelle di classe A potrebbe essere possibile, tuttavia gli esperti pensano che anche nelle prime classi di stelle di tipo F, la radiazione ultravioletta sarebbe eccessiva e altererebbe o distruggerebbe molecole come il DNA (essenziale per la biochimica basata sul carbonio). Oltre a questo, essendo la loro vita molto più breve di quella di stelle di classe G o K, la loro zona abitabile si espanderebbe rapidamente e probabilmente qualsiasi pianeta situato attorno ad esse attraverserebbe il confine interno della zona abitabile prima che la vita possa evolversi.

#### Stelle di classe K, G e F
Le stelle che vanno dal tipo K intermedio a quelle bianco-gialle rappresentano l'ottimo per la vita per stabilità, distanza dalla zona abitabile rispetto alla stella e ciclo vitale. A differenza delle nane rosse, queste stelle relativamente simili al Sole hanno una fase di attività stellare dopo la loro formazione molto più breve (circa 500 milioni di anni per una di classe G), rispetto a 2-3 miliardi di anni per una di classe M), che impedisce che pianeti potenzialmente abitabili possano perdere la loro atmosfera nei primi miliardi di anni di esistenza a causa di intensi brillamenti. Inoltre difficilmente i pianeti situati nelle loro zone abitabili si trovano così vicino alle loro stelle da essere in rotazione sincrona, come succede invece ai pianeti attorno a nane rosse.
Queste stelle non sono né troppo calde, né troppo fredde, e bruciano sufficientemente a lungo perché la vita abbia possibilità di comparire. Costituiscono probabilmente dal 5 al 10% delle stelle della nostra galassia. emettono sufficiente radiazione ultravioletta ad alta frequenza per catalizzare importanti reazioni nell'atmosfera, come la formazione dell'ozono, ma non troppa, perché questo distruggerebbe la vita.
Nonostante questi tre tipi di stelle siano a priori i più favorevoli alla vita, ci sono differenze importanti tra loro. Man mano che ci sposta nella sequenza principale, più in alto e a sinistra del diagramma H-R, l'emissione di radiazioni ultraviolette dai corpi stellari aumenta: mentre negli esopianeti di tipo Terra si trovano nella zona abitabile delle nane arancioni, la vita sarebbe possibile senza la protezione di uno strato di ozono, nelle stelle di tipo F un corpo planetario con caratteristiche simili avrebbe bisogno di un'ozonosfera densa per consentire la comparsa di vita non acquatica. Per questo e per altri motivi, si ritiene che le nane arancioni (tipo K) siano le più favorevoli all'abitabilità planetaria rispetto alle analoghi solari o ad altri tipi di stelle, ospitando gli ipotetici pianeti super abitabili.

#### Stelle di classe M e tardo K
Questi tipi di stelle, note come nane rosse, sono le più piccole e le più comuni della Galassia, rappresentando il 75% della popolazione totale della Via Lattea. Poiché l'aspettativa di vita di una stella è inversamente proporzionale alla loro massa, sono anche le più longeve, essendo in grado di rimanere nella sequenza principale anche migliaia di miliardi di anni, rispetto ai circa 10 miliardi di anni di stelle quali il Sole.
Tuttavia, le possibilità di vita in pianeti orbitanti nane rosse sono oggetto di dibattito tra la comunità scientifica, dal momento che presentano seri problemi per il sorgere della vita su un pianeta roccioso che orbita nella sua zona abitabile. Nei loro primi miliardi di anni di vita sono estremamente attive, aumentando i loro livelli di radiazione ultravioletta fino a 10.000 volte ripetutamente durante una giornata terrestre, come risultato dei loro violenti bagliori. I modelli suggeriscono che un pianeta simile alla Terra, in orbita attorno a una di queste stelle nella sua zona abitabile, perderebbe gradualmente la sua atmosfera anche con una magnetosfera simile a quella del nostro pianeta.
A causa della loro bassa luminosità, la zona abitabile delle stelle di tipo M e tardo K è piuttosto piccola rispetto a quella dei corpi stellari più grandi. Questa vicinanza causa una grande influenza gravitazionale della stella sul loro pianeta potenzialmente abitabile, che sarebbe in rotazione sincrona volgendo sempre lo stesso emisfero alla stella, con la conseguente mancanza del ciclo giorno-notte presente sulla Terra. Inoltre l'assenza di rotazione può danneggiare gravemente il campo magnetico planetario, lasciando il pianeta poco protetto di fronte ai venti stellari e alle attività della sua stella madre.
Dall'altra parte, alcuni scienziati suggeriscono che il tipo di luce emessa dalle nane rosse (in gran parte nell'infrarosso) potrebbe eludere una glaciazione globale permanente in pianeti situati vicino al bordo esterno della zona abitabile. Come è successo nel periodo della Terra a palla di neve, l'aumento dei ghiacci porta a un aumento dell'albedo del pianeta, che ha come conseguenza un ulteriore raffreddamento della superficie planetaria per via della maggior quantità di luce che viene riflessa nello spazio. Tuttavia il ghiaccio riflette meno la luce infrarossa, così che una glaciazione progressiva sarebbe meno probabile che attorno a stelle più grandi, e ciò aumenterebbe il confine esterno della zona abitabile dal 10% al 30% rispetto alla norma. Inoltre, gli studi indicano che, nonostante il tipo di luce emessa da questa classe di stelle differisce da quella del Sole, la fotosintesi sarebbe ugualmente possibile.

### Zona abitabile stabile
La zona abitabile è un dominio teorico in prossimità della stella in seno al quale i pianeti presenti possono mantenere acqua allo stato liquido sulla superficie. Dopo la sorgente di energia, l'acqua liquida è considerata l'elemento più importante per la vita, in gran parte per il ruolo che essa gioca sulla Terra. È possibile che ciò non sia che il riflesso di una pendenza dovuta alla dipendenza dall'acqua delle specie terrestri. Se fossero rilevate forme di vita su pianeti in cui l'acqua è assente (per esempio in una soluzione di ammoniaca), la definizione di zona abitabile dovrebbe essere profondamente rivista, o persino interamente scartata in quanto troppo restrittiva. Il fatto che Europa e in una certa misura Titano (rispettivamente a 3,5 e 8 unità astronomiche dal Sole ed entrambe al di fuori dalla zona abitabile del Sole) siano entrambe candidate di prima importanza per la ricerca della vita nel Sistema solare sottolinea la difficoltà nel definire la nozione di zona abitabile. Alcune definizioni del termine abitabilità precisano che i pianeti abitabili si devono trovare in seno alla zona abitabile, ma ciò resta da dimostrare.
Una zona abitabile «stabile» presenta due particolarità. Innanzitutto, la sua localizzazione deve rimanere pressoché invariata. La luminosità delle stelle aumenta e col passare del tempo una data zona abitabile si allontana dalla stella. Se tale migrazione è troppo rapida (per esempio, per una stella supermassiccia), i pianeti non sono nella zona abitabile che per una durata brevissima, il che riduce considerevolmente la probabilità che la vita si sviluppi. Determinare la zona abitabile e la sua posizione nel corso della vita della stella è molto difficile: delle retroazioni, ad esempio dovute al ciclo del carbonio tendono a mitigare l'impatto dell'aumento della luminosità. Così, insieme all'evoluzione della stella, le ipotesi fatte sulle condizioni atmosferiche e la geologia del pianeta hanno una grandissima influenza sul calcolo di una zona abitabile. Quindi i parametri proposti per calcolare la zona abitabile del Sole sono fortemente variati a mano a mano che questa nozione si è sviluppata.
Inoltre, nessun corpo di massa importante come un gigante gassoso deve essere presente nella zona abitabile o in prossimità di questa: la sua presenza potrebbe impedire la formazione di pianeti terrestri. Se, per esempio, Giove si trovasse nella regione che è attualmente tra le orbite di Venere e la Terra, essi non avrebbero probabilmente potuto formarsi. Gli scienziati supponevano che la combinazione pianeta terrestre sulle orbite interiori - giganti gassosi sulle orbite esteriori fosse la norma, diverse scoperte nei nel primo decennio del XXI secolo sembravano contraddire questa ipotesi. Numerosi giganti gassosi sono stati trovati sulle orbite più vicine alla stella, annullando l'intera zona abitabile potenziale. Questi pianeti giganti influiscono notevolmente sulla velocità radiale delle loro stelle e transitano di frequente davanti a esse, la loro individuazione era molto più semplice rispetto a piccoli mondi tellurici e questo pareva indicare una chiara supremazia quantitativa di tali pianeti rispetto agli altri, a causa dell'effetto di selezione. Tuttavia, con lo sviluppo della tecnologia sui telescopi terrestri e il lancio di telescopi spaziali dedicati, come il Kepler, sono stati scoperti migliaia di pianeti rocciosi e divenne quindi evidente che la prevalenza di pianeti rocciosi simili alla Terra era superiore a quella dei pianeti giganti.

### Debole variazione di luminosità
Tutte le stelle conoscono delle variazioni di luminosità, ma l'ampiezza di tali fluttuazioni è molto diversa da una stella all'altra. La maggior parte delle stelle sono relativamente stabili, ma una significativa minoranza tra esse è variabile e presenta spesso dei cali e degli intensi aumenti di luminosità. Di conseguenza, la quantità di energia radiativa che i corpi orbitanti ricevono subisce delle brusche variazioni. Queste ultime sono dunque delle cattive candidate ad ospitare pianeti in grado di permettere la vita nella misura in cui le forti variazioni di flusso energetico hanno un impatto negativo sulla sopravvivenza degli organismi. Per esempio, esseri viventi adattati ad un dominio di temperatura particolare avrebbero probabilmente problemi a sopravvivere ad importanti variazioni di temperatura. Inoltre, le variazioni di luminosità sono generalmente accompagnate dall'emissione di dosi massicce di raggi gamma e di raggi X, radiazioni che potrebbero essere letali. L'atmosfera dei pianeti è in grado di attenuare tali effetti (un aumento del 100 % della luminosità solare non implica necessariamente un aumento del 100 % della temperatura della Terra), ma è ugualmente possibile che tali pianeti non siano in grado di trattenere la loro atmosfera perché le forti radiazioni incidenti a ripetizione potrebbero disperderla.
Il Sole non conosce questo tipo di variazioni: nel corso del ciclo solare, lo scarto tra la luminosità minima e massima si aggira attorno allo 0,1 %. Esistono prove importanti che i cambiamenti di luminosità del Sole, benché minimi, abbiano avuto effetti significativi sul clima terrestre durante la storia. La piccola glaciazione potrebbe essere stata causata dalla diminuzione della luminosità solare per un lungo periodo. Così, non è necessario che una stella sia una stella variabile perché i suoi cambiamenti di luminosità influenzino l'abitabilità. Tra gli analoghi solari conosciuti, quello che somiglia maggiormente al Sole è 18 Scorpii. La grande differenza tra le due stelle è l'ampiezza del ciclo solare che è ben più grande su 18 Scorpii, il che diminuisce considerevolmente la probabilità che la vita possa svilupparsi sulla sua orbita.

### Metallicità elevata
Se gli elementi più abbondanti in una stella sono sempre l'idrogeno e l'elio, esiste una grande varietà nella qualità di elementi metallici (in astronomia si chiama metallo o qualifica metallico qualunque elemento più pesante dell'elio) che contengono. Una percentuale elevata di metalli nella stella corrisponde alla quantità di elementi pesanti presenti nel disco protoplanetario iniziale. Secondo la teoria di formazione dei sistemi planetari in seno alle nebulose solari, una piccola quantità di metalli nella stella diminuisce drasticamente la probabilità di formazione di pianeti nell'orbita. Tutti i pianeti che si formano attorno a una stella povera di metalli hanno probabilmente una massa piccola, e per ciò stesso non saranno favorevoli allo sviluppo della vita. Gli studi spettroscopici dei sistemi nei quali gli esopianeti sono stati trovati confermano la relazione tra un tasso elevato di metalli e formazione dei pianeti: «le stelle con dei pianeti, o per lo meno con pianeti simili a quelli che noi troviamo attualmente, sono chiaramente più ricche di metalli rispetto alle stelle prive di pianeti orbitanti». La metallicità è determinata particolarmente dall'età potenziale delle stelle abitabili: le stelle formatesi all'inizio della storia dell'universo hanno dei bassi tassi di metalli ed una corrispondente probabilità di accogliere dei pianeti che ospitino la vita.

### Sistemi binari
Le stime attuali suggeriscono che almeno la metà delle stelle sono in sistemi binari, il che complica seriamente la delimitazione della nozione di abitabilità. La distanza tra due stelle di un sistema binario è compresa tra una unità astronomica ed alcune centinaia. Se la separazione tra due stelle è grande, l'influenza gravitazionale della seconda stella su un pianeta orbitante attorno alla prima stella sarà trascurabile: la sua abitabilità non è modificata a meno che l'orbita sia fortemente eccentrica. Nonostante questo quando le due stelle sono più vicine, il pianeta non potrà avere un'orbita stabile. Se la distanza tra il pianeta e la sua stella principale supera un quinto della distanza minima tra le due stelle, la stabilità orbitale del pianeta non è più garantita. Non è sicuro che i pianeti possano formarsi in un sistema binario perché le forze gravitazionali potrebbero ostruire la formazione di pianeti. Alcuni studi di Alan Boss del Carnegie Institute hanno mostrato che i giganti gassosi possono formarsi attorno alle stelle di sistemi binari in modo simile alla formazione attorno alle stelle solitarie.
Alpha Centauri, la stella più vicina al Sole, sottolinea il fatto che le stelle binarie non devono essere sistematicamente scartate nella ricerca dei pianeti abitabili. Centauri A e B hanno una distanza minima di 11 UA (23 UA in media) e tutte e due dovrebbero avere delle zone abitabili stabili. Una simulazione della stabilità orbitale a lungo termine dei pianeti in questo sistema mostra che pianeti a circa 3 UA da una delle due stelle possono rimanere stabili (ciò significa che il semiasse maggiore devia per meno del 5%). La zona abitabile di A Centauri sarebbe almeno da 1,2 a 1,3 UA e quella di B Centauri da 0,73 a 0,74 UA.

## Caratteristiche planetarie

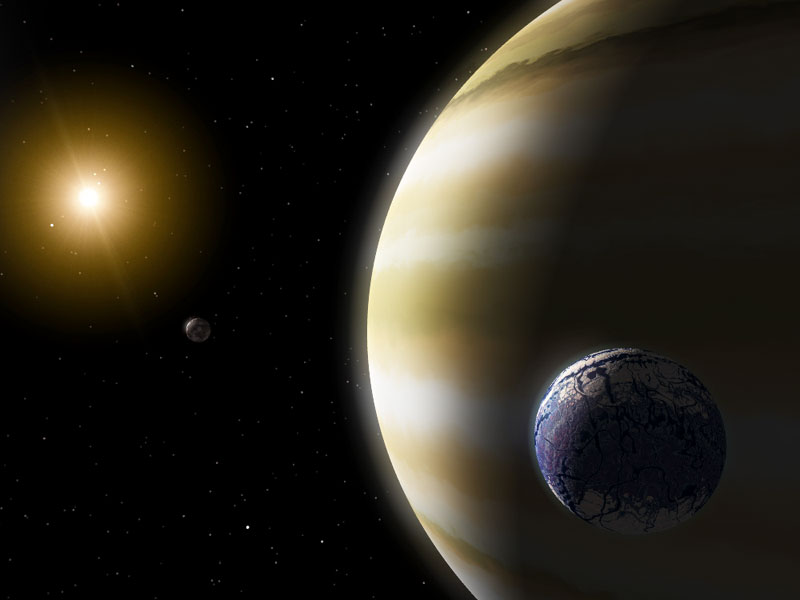
Le lune di alcuni giganti gassosi potrebbero essere abitabili

L'ipotesi principale fatta sui pianeti abitabili è che essi siano terrestri. Tali pianeti, la cui massa sarà dello stesso ordine di grandezza di quella della Terra, sono principalmente composti da silicati e non hanno conservato strati gassosi esterni di idrogeno ed elio come i pianeti gassosi. Non si esclude che una qualche forma di vita risieda negli strati superiori delle nubi dei giganti gassosi, benché ciò sia considerato improbabile essendo dati l'assenza di superficie e la gravità gigantesca. Per contro, i satelliti naturali di tali pianeti potrebbero benissimo ospitare la vita.
Dall'analisi degli ambienti potenzialmente in grado di ospitare la vita, si distingue in generale tra organismi unicellulari come i batteri e le archaea e le forme di vita animali, più complesse. L'unicellularità precede necessariamente la pluricellularità in tutto l'albero filogenetico ipotetico e l'apparizione di organismi unicellulari non implica necessariamente l'apparizione di forme di vita più complesse.. Le caratteristiche planetarie elencate qui sotto sono considerate essenziali per la vita, ma in ogni caso le condizioni di abitabilità di un pianeta saranno più restrittive per gli organismi pluricellulari come piante e animali rispetto alla vita unicellulare.

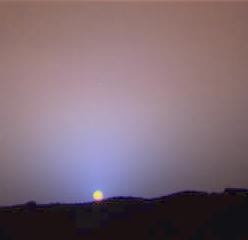
Marte, con la sua sottile atmosfera, è più freddo di quanto sarebbe stata la Terra alla stessa distanza

### Massa
I pianeti con una massa scarsa sarebbero dei cattivi candidati ad ospitare la vita per due ragioni. Innanzitutto, la loro gravità risulterebbe più bassa e la loro atmosfera meno densa. Le molecole che costituiscono la vita hanno una probabilità molto più elevata di raggiungere la velocità di fuga e di essere espulsi nello spazio per la propulsione del vento solare o per una collisione. I pianeti la cui atmosfera non è spessa non disporranno di sufficiente materia per la biochimica iniziale, non sono abbastanza isolati termicamente e una cattiva conducibilità termica attraverso la loro superficie e meno protezione contro le radiazioni ad alta frequenza e le meteoriti. Inoltre, i pianeti più piccoli hanno un diametro più piccolo e dunque maggiore rapporto superficie-volume dei pianeti di maggiori dimensioni. Tali corpi tendono a perdere energia molto più rapidamente dopo la loro formazione ed hanno dunque scarsa attività geologica. Non presentano vulcani, terremoti né attività tettonica che forniscano alla superficie elementi favorevoli alla vita e all'atmosfera molecole in grado di regolare la temperatura (come il biossido di carbonio).
Il termine "scarsa massa" è solamente relativo: la Terra può essere considerata di massa scarsa se comparata ai pianeti giganti del Sistema solare, ma è il pianeta più grande, con massa maggiore e più denso dei pianeti terrestri. È sufficientemente grande perché la sua forza gravitazionale trattenga la sua atmosfera e perché il suo nucleo liquido continui a restare attivo e caldo, generando così un'attività geologica sulla superficie (la disintegrazione di elementi radioattivi nel cuore del pianeta è un'altra risorsa di calore dei pianeti). Marte, al contrario, è pressoché (forse completamente) inattivo ed ha perso la maggior parte della sua atmosfera. Pertanto, è ipotizzabile che la massa minima di un pianeta che possa risultare abitabile si situi tra quella di Marte e quella della Terra (o Venere). Tuttavia, tale regola può ammettere delle eccezioni: Io, un satellite di Giove più piccolo dei pianeti terrestri, ha un'intensa attività vulcanica in ragione delle costrizioni generate dall'influenza gravitazionale di Giove. La sua vicina, Europa, potrebbe ospitare un oceano liquido sulla sua superficie ghiacciata in ragione dell'energia creata dal campo gravitazionale gioviano. Per una ragione differente, una delle lune di Saturno, Titano, è di interesse certo: ha conservato un'atmosfera spessa e le reazioni biochimiche sono possibili nel metano liquido sulla superficie. Questi satelliti costituiscono delle eccezioni, ma provano che la massa non deve essere considerata come una discriminante in termini di abitabilità.
Infine, un grosso pianeta avrà probabilmente un consistente nucleo composto di ferro. Quest'ultimo crea un campo magnetico che protegge il pianeta dal vento solare, e in sua assenza tenderebbe a disperdere l'atmosfera planetaria e a bombardare di particelle ionizzanti gli esseri viventi. La massa non è il solo elemento da considerare per determinare l'esistenza di un campo magnetico. Il pianeta deve anche avere un movimento di rotazione sufficientemente rapido per produrre un effetto dinamo all'interno del nucleo.

### Orbita e rotazione
Come per altri criteri, la stabilità orbitale e di rotazione è essenziale affinché il corpo celeste sia abitabile. Maggiore è l'eccentricità orbitale, più grande è la fluttuazione della temperatura sulla superficie del pianeta. Nonostante si adattino, gli organismi viventi non sono in grado di sopportare eccessive variazioni, specialmente se esse raggiungono talvolta il punto di ebollizione e il punto di fusione del principale solvente biotico del pianeta (sulla Terra, l'acqua). Se, per esempio, gli oceani del nostro pianeta si vaporizzassero nel cosmo e si congelassero, sarebbe difficile immaginare che la vita come la conosciamo oggi avrebbe potuto evolversi. L'orbita della Terra è pressoché circolare, essendo l'eccentricità inferiore a 0,02. Gli altri pianeti del Sistema solare (con la sola eccezione di Plutone e in una certa misura di Mercurio) hanno delle eccentricità simili. 	
I dati raccolti sulla eccentricità dei pianeti extrasolari hanno sorpreso la maggior parte dei ricercatori: 90% eccentricità sono maggiori di quelli dei pianeti nel sistema solare, con una media di 0,25. Ciò potrebbe essere dovuto a un semplice mezzo di osservazione come un forte eccentricità aumenta l'oscillazione della stella e quindi facilita l'individuazione del pianeta. Il movimento di un pianeta attorno al suo asse di rotazione deve senza dubbio rispettare alcune caratteristiche perché la vita abbia possibilità di evolvere.
- Il ciclo dì-notte non deve essere troppo lungo. Se il dì durasse anni (terrestri), la differenza di temperatura tra la parte illuminata e la parte in ombra sarà elevata e i problemi sarebbero simili a quelli di una forte eccentricità orbitale.
- Il pianeta deve avere stagioni moderate.
- I cambi di direzione dell'asse di rotazione devono essere poco pronunciati. Di per sé la precessione non influenzerebbe l'abitabilità ma tende ad accentuare variazioni causate da altre deviazioni orbitali (cicli di Milanković). La precessione della Terra dura 23000 anni. Se fosse molto più corto o se l'oscillazione fosse maggiore, vi sarebbero importanti cambiamenti climatici che potrebbero inficiare fortemente l'abitabilità.

La Luna sembra giocare un ruolo fondamentale nella regolazione del clima terrestre, stabilizzando l'inclinazione dell'asse di rotazione. Si pensa che un pianeta la cui inclinazione avesse un movimento caotico non potrebbe accogliere la vita: un satellite delle dimensioni della Luna potrebbe essere non solo utile, ma addirittura indispensabile per permettere l'abitabilità; questa tesi è tuttavia controversa.

### Geochimica
Si ritiene in generale che tutta la vita extraterrestre dovrebbe essere basata sulla stessa chimica di quella della Terra in quanto i quattro elementi più importanti per la vita terrestre (carbonio, idrogeno, ossigeno ed azoto) sono anche i quattro elementi chimici reattivi più abbondanti nell'universo. In effetti, molecole prebiotiche semplici, come gli amminoacidi, sono state trovate in alcuni meteoriti e nello spazio interstellare. Per massa, questi quattro elementi costituiscono circa il 96 % della biomassa terrestre. Gli atomi di carbonio hanno una capacità straordinaria di stabilire legami chimici tra loro e di formare grandi strutture complesse, che li rendono ideali per essere alla base dei meccanismi complessi che costituiscono gli esseri viventi. L'acqua, composta da ossigeno e idrogeno, costituisce il solvente nel quale avvennero i processi biologici e le prime reazioni portarono all'apparizione della vita. L'energia proveniente dal legame covalente tra gli atomi di carbonio e quelli di idrogeno liberati dalla dissociazione dei carboidrati e di altre molecole organiche, è il carburante di tutte le forme di vita complesse. Questi quattro elementi si associano per formare gli amminoacidi, che costituiscono a loro volta le proteine, componenti essenziali degli organismi viventi.
Le abbondanze relative dei differenti elementi nello spazio non sono sempre simili ai loro valori sui pianeti. Per esempio, dei quattro sopra citati, solo l'ossigeno è presente in grande quantità nella crosta terrestre. Questo può essere in parte spiegato dal fatto che molti di questi elementi, come l'idrogeno e l'azoto, come anche altre molecole semplici, come il biossido di carbonio, il monossido di carbonio, il metano, l'ammoniaca e l'acqua sono gassose a temperature elevate. Nelle regioni calde in prossimità del sole, queste molecole volatili non hanno svolto un grande ruolo nella formazione geologica dei pianeti. In effetti sono state intrappolate allo stato gassoso sotto le croste appena formatesi. Esse sono composte in gran parte di molecole non volatili sotto forma di roccia, come la silice (una molecola composta da silicio e ossigeno la cui grande abbondanza nella crosta terrestre motiva quella dell'ossigeno). La sublimazione delle molecole volatili da parte dei primi vulcani avrebbe contribuito alla formazione dell'atmosfera dei pianeti. L'esperimento di Miller-Urey ha mostrato che con un apporto di energia, gli amminoacidi potevano essere sintetizzati a partire da molecole semplici presenti nell'atmosfera primordiale.
Anche così, tuttavia, la sublimazione vulcanica non può spiegare la quantità di acqua negli oceani terrestri. La maggior parte dell'acqua necessaria alla vita, e forse del carbonio, è senza dubbio proveniente dal sistema solare esterno ove, allontanata dal calore del Sole, ha potuto rimanere solida. Le comete collidero con la Terra all'inizio del sistema solare liberando grandi quantità di acqua, come pure altre molecole volatili necessarie alla vita (tra cui gli amminoacidi). Questo avrebbe permesso la rapida apparizione della vita sulla Terra.
Così, nonostante sia probabile che i quattro elementi principali siano presenti in altri luoghi, un sistema abitabile avrà bisogno di un apporto continuo di corpi in orbita al fine di fornire elementi ai pianeti interni. È ipotizzabile che la vita sulla Terra come la conosciamo non esisterebbe senza le comete. È tuttavia possibile che altri elementi possano servire da base per forme di vita basate su una chimica differente.
Uno studio del novembre del 2016 propone che siano imposti limiti più stringenti nella definizione della zona di abitabilità. In particolare, sarebbe necessario che la temperatura superficiale sia compresa tra 0 e 50 °C affinché sia permessa la presenza sul pianeta di organismi in grado di generare biomarcatori atmosferici.

## Altre considerazioni

### Abitabilità dei sistemi attorno alle nane rosse

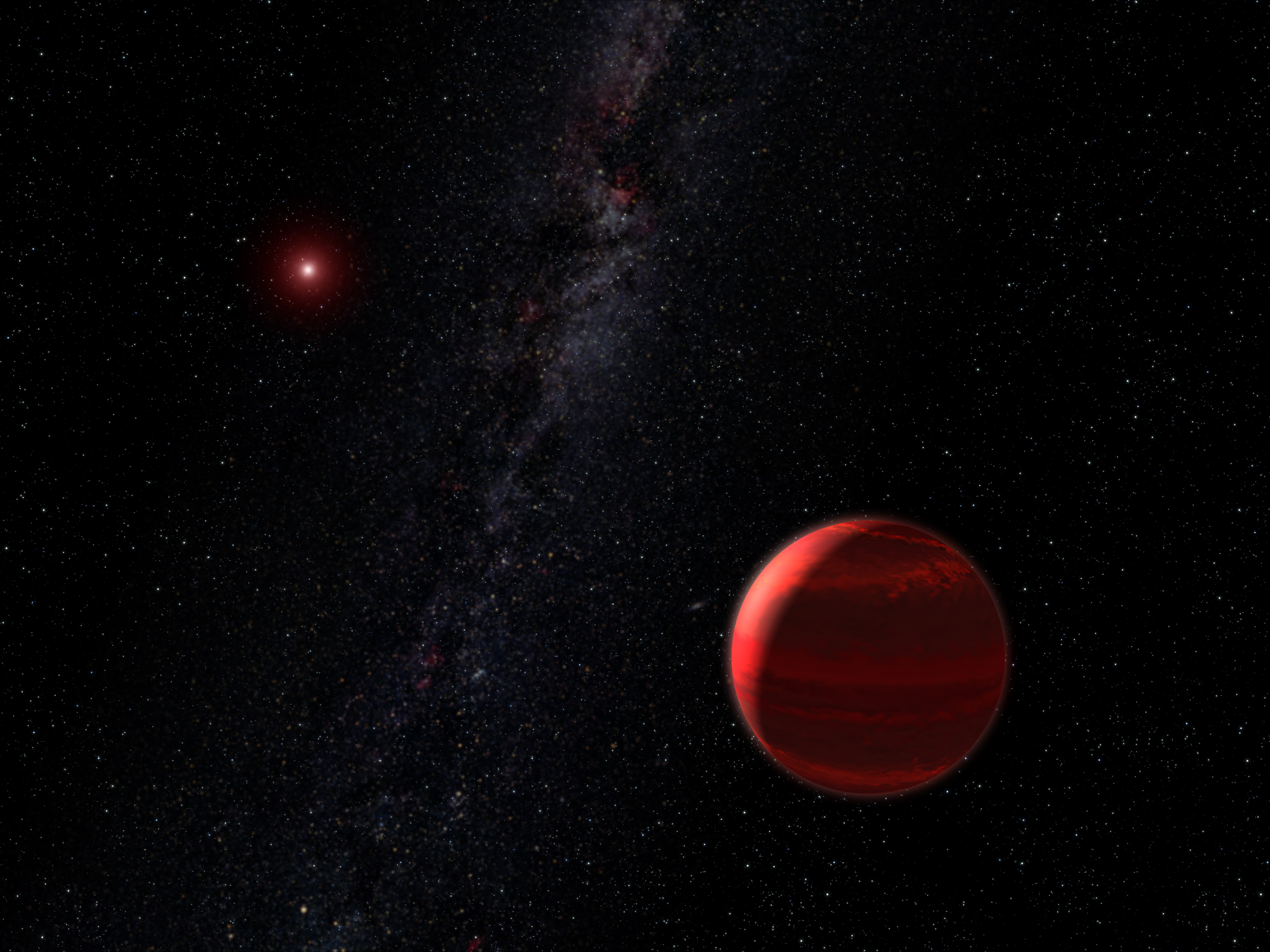
Rappresentazione artistica di un pianeta in orbita attorno ad una nana rossa.

Determinare l'abitabilità delle nane rosse potrebbe aiutare a determinare se la vita è comune nell'universo. In effetti le nane rosse costituiscono tra il 70% e il 90% delle stelle della nostra galassia. Le nane brune sono probabilmente più numerose delle nane rosse ma non vengono considerate stelle ed è improbabile che possano ospitare la vita almeno per come la conosciamo, dal momento che emettono una quantità troppo esigua di calore.
Durante gli anni, gli astronomi hanno scartato le nane rosse dai sistemi potenzialmente abitabili. Le loro piccole dimensioni (tra 0,1 e 0,6 volte la massa solare) corrispondono a reazioni nucleari estremamente lente: esse emettono una quantità di luce molto scarsa (tra lo 0,01 e il 3% di quella del sole). I pianeti in orbita attorno ad una nana rossa dovranno essere molto vicini alla stella per avere una temperatura di superficie comparabile a quella della Terra: da 0,3 UA (leggermente meno di Mercurio) per una stella come Lacaille 8760 a 0,032 UA (l'anno di un tale pianeta durerebbe sei giorni terrestri) per una stella come Proxima Centauri. A queste distanze, la gravità della stella genera una rotazione sincrona. Metà del pianeta sarà sempre illuminato mentre l'altra non lo sarà mai. La sola possibilità perché una vita potenziale non sia condizionata a un calore o a un freddo estremi è il caso in cui il pianeta abbia un'atmosfera sufficientemente spessa per trasferire il calore dal lato chiaro verso la parte in ombra. Per lungo tempo si è creduto che una tale atmosfera avrebbe impedito alla luce di raggiungere la superficie, rendendo impossibile la fotosintesi.
Alcune recenti scoperte tendono tuttavia a contestare quest'ipotesi. Studi condotti da Robert Haberle e Manoj Joshi dell'Ames Research Center della NASA hanno dimostrato che l'atmosfera di un pianeta attorno a una nana rossa avrebbe bisogno solamente di essere il 15% più spesso di quella terrestre per permettere al calore della stella di diffondersi sulla parte in ombra. In molti dei loro modelli su tale faccia l'acqua resterebbe gelata. Questo margine è abbastanza compatibile con la fotosintesi. Martin Heath del Greenwich Community College ha mostrato che l'acqua del mare può ugualmente circolare senza gelare interamente nella parte all'ombra se gli oceani fossero sufficientemente profondi da permettere un libero movimento dell'acqua sotto lo strato di ghiaccio superficiale. Pertanto, un pianeta con oceani e un'atmosfera appropriati in orbita attorno ad una nana rossa potrebbe, almeno in teoria, accogliere la vita.
Le dimensioni non sono tuttavia il solo criterio che rende improbabile la presenza di vita attorno alle nane rosse. Un pianeta attorno a una nana rossa non sarà illuminato che per una sola faccia e quindi la fotosintesi sarà impossibile su più della metà della superficie (la fascia notturna e le zone in ombra sulla parte illuminata). Inoltre, le radiazioni di una nana rossa sono principalmente nell'infrarosso mentre sulla Terra, la fotosintesi si avvale della fascia visibile.
Le nane rosse sono molto più variabili e violente delle loro cugine più grandi e stabili. Sono spesso coperte da macchie stellari che possono diminuire la luminosità emessa dalla stella fino al 40% in alcuni mesi mentre in altri periodi delle gigantesche eruzioni solari raddoppiano la luminosità in pochi minuti. Tali variazioni mettono seriamente a rischio la vita, benché sia possibile che esse stimolino l'evoluzione delle specie aumentando il tasso di mutazione e modificando rapidamente il clima.
Le nane rosse hanno però un vantaggio maggiore sulle altre stelle come sistemi ospiti della vita: esse brillano per molto tempo. L'umanità è apparsa sulla Terra 4,5 miliardi di anni dopo la formazione della stessa e la vita come la conosciamo godrà di condizioni adeguate attorno alla nostra stella soltanto per altri cinquecento milioni di anni. Al contrario, le nane rosse possono bruciare per miliardi di anni in quanto le reazioni nucleari che vi hanno luogo sono molto più lente di quelle che avvengono nelle stelle più grandi. La vita avrebbe quindi a disposizione più tempo per svilupparsi ed evolversi. Inoltre, benché la probabilità di trovare un pianeta nella zona abitabile attorno ad una nana rossa sia molto bassa, il numero totale di zone abitabili attorno alle nane rosse è uguale a quello delle stelle simili al Sole, dato il loro grande numero.

### «Buoni Giovi»

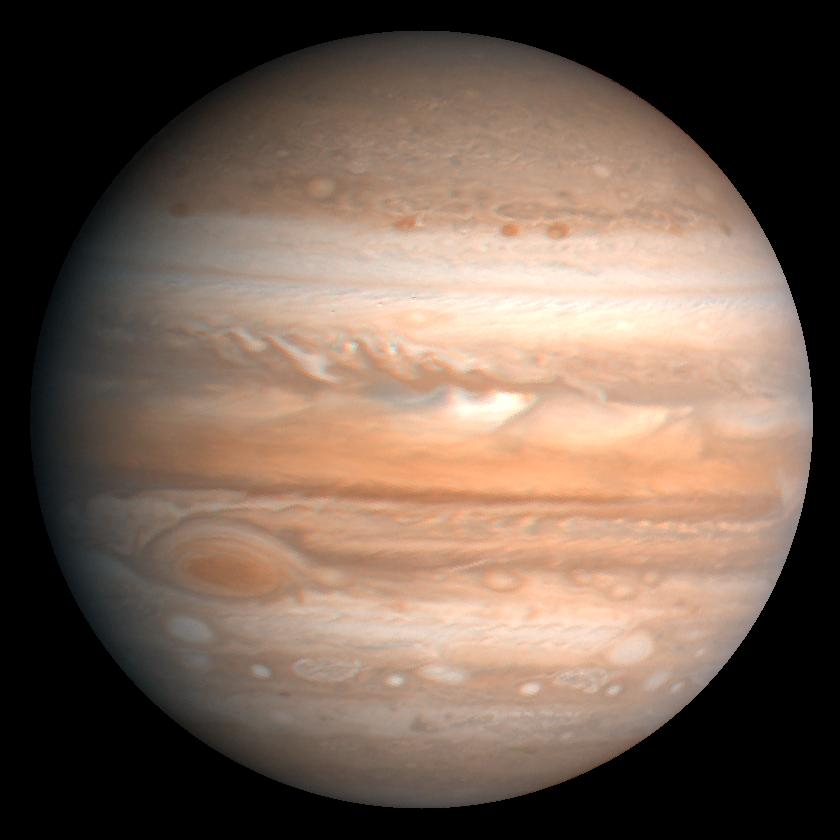
I giganti gassosi, come ad esempio Giove hanno un ruolo importante in un sistema solare

I Buoni Giovi (o giganti gassosi di massa gioviana protettivi) sono dei giganti gassosi, come il pianeta del sistema solare Giove, che rivoluzionano attorno alla loro stella su orbite circolari, sufficientemente lontano dalla zona abitabile per non avere un effetto perturbativo, ma sufficientemente vicino per proteggere i pianeti terrestri situati nelle orbite più interne. Innanzitutto, stabilizzano le orbite di tali pianeti e pertanto il loro clima. Inoltre, contribuiscono a limitare il numero di comete ed asteroidi che potrebbero provocare impatti devastanti su un pianeta che ospiti la vita. Giove orbita attorno al Sole ad una distanza circa cinque volte maggiore di quella della Terra. È ad una distanza simile che gli scienziati sperano di trovare dei "buoni giovi" attorno ad altre stelle. Il ruolo di Giove fu messo in luce nel 1994 quando la cometa Shoemaker-Levy 9 vi si schiantò. Se la gravità gioviana non avesse catturato la cometa, essa avrebbe potuto certamente entrare nella zona abitabile del sistema solare.
Nei primi anni del sistema solare, Giove ebbe un ruolo inverso: contribuì ad aumentare l'eccentricità delle orbite degli oggetti nella cintura degli asteroidi. Un gran numero di essi si schiantò sulla Terra e fornirono una gran quantità di elementi volatili. Prima che la Terra arrivasse alla metà della sua massa attuale, i corpi ghiacciati della regione attorno a Giove e Saturno e alcuni piccoli corpi della cintura degli asteroidi iniziale portarono acqua sulla Terra in ragione di perturbazioni gravitazionali delle loro traiettorie generate da Giove e Saturno.
Pertanto, dato che i giganti gassosi sono degli utili protettori, essi furono importanti nel permettere l'apporto di materia indispensabile all'abitabilità.

### Il vicinato galattico
Gli scienziati hanno anche avanzato l'ipotesi che alcune zone della galassia (zone galattiche abitabili) permettano meglio che altre l'esistenza della vita. Il sistema solare nel quale viviamo, nel braccio di Orione, su un lato della Via Lattea, è considerato come una zona favorevole. Molto lontano dal centro galattico, evita alcuni pericoli in quanto:
- non si trova in un ammasso globulare;
- non si trova in prossimità di una sorgente attiva di raggi gamma;
- è lontano dal buco nero supermassivo comunemente associato al Sagittarius A*;
- l'orbita circolare del sole attorno al centro galattico non gli permette di incontrare uno dei bracci a spirale della galassia, ove le radiazioni intense e la gravitazione perturberebbe considerevolmente qualunque forma di vita.

Un isolamento relativo è in definitiva ciò di cui un sistema ove la vita è presente ha bisogno. Se il sistema solare fosse stato contornato da numerosi sistemi vicini, i quali avrebbero potuto destabilizzare le orbite degli oggetti del sistema solare (in particolare gli oggetti della nube di Oort e della cintura di Kuiper che potrebbero avere delle conseguenze catastrofiche se fossero deviati verso l'interno del sistema solare). Dei vicini prossimi aumenterebbero anche la possibilità di essere nella zona fatale di una pulsar o dell'esplosione di una supernova.

## Quattro modelli di abitabilità basata sull'acqua
Lammer et al. hanno proposto una classificazione di quattro tipi di habitat di pianeti rocciosi per l'abitabilità di esseri viventi dipendenti dall'acqua:
Gli habitat di classe I sono pianeti con condizioni stellari e geofisiche che consentono la disponibilità di acqua liquida in superficie, insieme alla luce solare, in modo che possano originarsi complessi organismi multicellulari.
La classe II include corpi che inizialmente godono di condizioni simili alla Terra, ma non mantengono nel corso del tempo la loro capacità di mantenere l'acqua liquida sulla loro superficie a causa delle condizioni stellari o geofisiche. Marte e forse Venere sono esempi di questa classe in cui le forme di vita complesse potrebbero non svilupparsi.
Quelli di classe III sono corpi planetari in cui gli oceani di acqua liquida esistono sotto la superficie, dove possono interagire direttamente con un nucleo ricco di silicati.
Una situazione del genere può essere prevista su pianeti ricchi d'acqua situati troppo lontano dalla loro stella per consentire l'acqua liquida superficiale, ma su cui l'acqua sotterranea è in forma liquida a causa del calore geotermico. Due esempi di un tale ambiente sono Europa ed Encelado. In tali mondi, non solo la luce non è disponibile come fonte di energia, ma il materiale organico portato dai meteoriti (forse necessario per iniziare la vita in alcuni scenari) potrebbe non raggiungere facilmente l'acqua liquida. Se un pianeta può ospitare la vita solo al di sotto della sua superficie, la biosfera probabilmente non modificherà l'intero ambiente planetario in modo osservabile, quindi rilevare la sua presenza su un esopianeta sarebbe estremamente difficile.
Gli habitat di classe IV hanno strati di acqua liquida tra due strati di ghiaccio o liquidi sopra il ghiaccio.
Se lo strato d'acqua è abbastanza spesso, l'acqua alla sua base sarà in fase solida (polimorfi di ghiaccio) a causa dell'alta pressione. Ganimede e Callisto sono possibili esempi di questa classe. Si pensa che i loro oceani siano racchiusi tra spessi strati di ghiaccio e in tali condizioni l'emergere anche di forme di vita semplici può essere molto difficile perché gli ingredienti necessari per la vita sarebbero diluiti e slegati fra loro. Lammers et al. mettono in questa classe anche i pianeti oceanici, poiché anche se l'acqua in questo caso è liquida in superficie ed è esposta a luce e meteoriti, mancano di un substrato roccioso.